# La cafenea
La cafenea este o pictură în ulei pe pânză din 1879 realizată de pictorul francez Édouard Manet. Acum se află la National Gallery. Este în legătură directă cu pictura Chelnerița.